# Araucaria goroensis
Espèce
Araucaria goroensis est une espèce de plantes de la famille des Araucariacées. 
Auparavant confondue avec A. muelleri, elle a été décrite en février 2017.

## Répartition
Comme 14 espèces du genre Araucaria sur 20, A. goroensis est endémique de Nouvelle-Calédonie.